# Pterozonium
Pterozonium es un género con 14 especies de helechos de la familia Pteridaceae. Se encuentra en el Sudeste de Asia-

## Taxonomía
Pterozonium fue descrito por Antoine Laurent Apollinaire Fée y publicado en Mémoires de la Société d'Histoire Naturelle de Strasbourg 4(1): 202. 1850. La especie tipo es: Pterozonium reniforme (Mart.) Fée. 

## Especies aceptadas
A continuación se brinda un listado de las especies del género Pterozonium aceptadas hasta abril de 2012, ordenadas alfabéticamente. Para cada una se indica el nombre binomial seguido del autor, abreviado según las convenciones y usos.
- Pterozonium brevifrons (A.C. Sm.) Lellinger
- Pterozonium cyclophyllum (Baker) Diels
- Pterozonium cyclosorum A.C. Sm.
- Pterozonium elaphoglossoides (Baker) Lellinger
- Pterozonium lineare Lellinger
- Pterozonium maguirei Lellinger
- Pterozonium paraphysatum (A.C. Sm.) Lellinger
- Pterozonium reniforme (Mart.) Fée
- Pterozonium retroflexum Mickel
- Pterozonium scopulinum Lellinger
- Pterozonium spectabile Maxon & A.C. Sm.
- Pterozonium steyermarkii Vareschi
- Pterozonium tatei A.C. Sm.
- Pterozonium terrestre Lellinger